# جون وودن
جون روبرت وودن (بالإنجليزية: John Wooden) (14 من أكتوبر 1910م- 4 من يونيو 2010م) هو لاعب ومدرب كرة سلة أمريكي. لُقب بـ "ساحر ويستوود، وفاز بعشر بطولات وطنية للرابطة الوطنية لرياضة الجامعات خلال 12 عامًا لسبع مرات على التوالي— كمدرب فريق جامعة كاليفورنيا لكرة السلة (UCLA)، وهو إنجاز لم يسبق له مثيل. وخلال هذه الفترة، فاز فريقه في 88 مباراة متتالية. وحصل على لقب مدرب العام الوطني ست مرات.
كلاعب، كان وودن أول من يحصل على لقب أفضل لاعب كرة سلة في أمريكا ثلاث مرات، كما فاز ببطولة وطنية في جامعة بورديو. وذُكر اسمه كعضو في قاعة مشاهير كرة السلة كلاعب (في 1961) وكمدرب (في 1973)، ليكون أول من يحصل على اللقب في الفئتين على الإطلاق. ولم يحصل على الشرف ذاته سوى ليني ويلكنز وبيل شارمان.
كان وودن واحدًا من أكثر المدربين احترامًا وأحبه اللاعبون السابقون في فريقه، ومن بينهم كريم عبد الجبار وبيل والتون. واشتهر وودن برسائله القصيرة والبسيطة الملهمة للاعبيه، بما في ذلك «هرم النجاح». وعادةً ما كانت هذه الرسائل تتضمن توجيهات حول كيفية النجاح ليس فقط في كرة السلة، وإنما أيضًا في الحياة.

## وصلات خارجية
- جون وودن على موقع الموسوعة البريطانية (الإنجليزية)
- جون وودن على موقع إن إن دي بي (الإنجليزية)
- جون وودن على موقع قاعة المشاهير الجامعة الوطنية لكرة السلة (الإنجليزية)
- جون وودن على موقع كلية كرة السلة في سبورتس رفرنس.كوم (الإنجليزية)
- جون وودن على موقع سبورتس رفرنس (الإنجليزية)
- جون وودن على موقع قاعة كاليفورنيا للمشاهير الرياضية (الإنجليزية)

- Pyramid of Success (Printable PDF)
- The Coach Wooden Cup
- The Wooden Course – Designed to teach Wooden's life philosophy
- Bill Walton's tribute to Wooden
- John Wooden's Best Players - slideshow by Life magazine
- Video: Coach John Wooden speaks about basketball, life and death
- Video: Vin Scully talks about how he met Coach John Wooden
- John Wooden on the difference between winning and success
- John Wooden's business partner and co-author, Steve Jamison speaks about the legendary UCLA coach on Hard Court Lessons Radio